# Khākī-ye Pā'īn
Khākī-ye Pā'īn (persiska: خاكئ سُفلَى, خاکی پائین, Khākī-ye Soflá, Khākī-ye Pā’īn) är en ort i Iran.   Den ligger i provinsen Lorestan, i den västra delen av landet, 400 km väster om huvudstaden Teheran. Khākī-ye Pā'īn ligger 1 887 meter över havet och antalet invånare är 177.
Terrängen runt Khākī-ye Pā'īn är kuperad. Runt Khākī-ye Pā'īn är det ganska tätbefolkat, med 56 invånare per kvadratkilometer. Närmaste större samhälle är Harsīn, 11,7 km norr om Khākī-ye Pā'īn. Omgivningarna runt Khākī-ye Pā'īn är i huvudsak ett öppet busklandskap.